# Método de Lax-Friedrichs
El método de Lax-Friedrichs, llamado así por Peter Lax y Kurt Otto Friedrichs, es un método numérico para la solución de ecuaciones hiperbólicas en derivadas parciales basado en las diferencias finitas. El método puede ser descrito como un esquema FTCS con un término de viscosidad artificial de 1/2. Uno puede ver el método de Lax-Friedrichs como una alternativa al esquema de Godunov, donde se evita la solución de un problema de Riemann en cada interfaz celular, a expensas de la adición de viscosidad artificial.

## Ejemplo para un problema lineal
Consideremos una ecuación hiperbólica en derivadas parciales lineal y unidimensional para {\displaystyle u(x,t)} de la forma:
{\displaystyle u_{t}+au_{x}=0\,}
en el dominio
{\displaystyle b\leq x\leq c,\;0\leq t\leq d}
con la condición inicial
{\displaystyle u(x,0)=u_{0}(x)\,}
y las condiciones de frontera
{\displaystyle u(b,t)=u_{b}(t)\,}
{\displaystyle u(c,t)=u_{c}(t).\,}
Si se discretiza el dominio {\displaystyle (b,c)\times (0,d)} a una cuadrícula de puntos igualmente espaciados con una separación de {\displaystyle \Delta x} en el eje {\displaystyle x} y {\displaystyle \Delta t} en el eje {\displaystyle t}, definimos
{\displaystyle u_{i}^{n}=u(x_{i},t^{n}){\text{ with }}x_{i}=b+i\,\Delta x,\,t^{n}=n\,\Delta t{\text{ for }}i=0,\ldots ,N,\,n=0,\ldots ,M,}
donde
{\displaystyle N={\frac {c-b}{\Delta x}},\,M={\frac {d}{\Delta t}}}
son integrales representando los números de los intervalos de la cuadrícula. Entonces el método de Lax-Friedrichs para resolver la ecuación en derivadas parciales está dado por:
{\displaystyle {\frac {u_{i}^{n+1}-{\frac {1}{2}}(u_{i+1}^{n}+u_{i-1}^{n})}{\Delta t}}+a{\frac {u_{i+1}^{n}-u_{i-1}^{n}}{2\,\Delta x}}=0}
O reescribiéndolo para resolver la incógnita {\displaystyle u_{i}^{n+1},}
{\displaystyle u_{i}^{n+1}={\frac {1}{2}}(u_{i+1}^{n}+u_{i-1}^{n})-a{\frac {\Delta t}{2\,\Delta x}}(u_{i+1}^{n}-u_{i-1}^{n})\,}
Donde los valores iniciales y los nodos de frontera que se toman son
{\displaystyle u_{i}^{0}=u_{0}(x_{i})}
{\displaystyle u_{0}^{n}=u_{b}(t^{n})}
{\displaystyle u_{N}^{n}=u_{c}(t^{n}).}

## Extensión a problemas no lineales
Una ley de conservación hiperbólica no lineal se define a través de una función de flujo {\displaystyle f}:
{\displaystyle u_{t}+(f(u))_{x}=0.}
En el caso de {\displaystyle f(u)=au}, nos encontramos con un problema lineal escalar. Tengamos en cuenta que, en general, {\displaystyle u} es un vector con {\displaystyle m} ecuaciones. La generalización del método de Lax-Friederichs a sistemas no lineales toma la forma 
{\displaystyle u_{i}^{n+1}={\frac {1}{2}}(u_{i+1}^{n}+u_{i-1}^{n})-{\frac {\Delta t}{2\,\Delta x}}(f(u_{i+1}^{n})-f(u_{i-1}^{n})).}
Este método es conservativo y una aproximación de primer orden, por lo tanto, bastante disipativo. Puede, sin embargo, ser utilizado como un bloque para la construcción de esquemas numéricos de orden más alto para resolver ecuaciones hiperbólicas en derivadas parciales, al igual que los pasos de Euler se pueden utilizar como un bloque para la creación de integradores numéricos de orden superior para ecuaciones diferenciales ordinarias.
Nótese que este método puede ser escrito de la forma conservativa:
{\displaystyle u_{i}^{n+1}=u_{i}^{n}-{\frac {\Delta t}{\Delta x}}\left({\hat {f}}_{i+1/2}^{n}-{\hat {f}}_{i-1/2}^{n}\right),}
donde
{\displaystyle {\hat {f}}_{i-1/2}^{n}={\frac {1}{2}}\left(f_{i-1}+f_{i}\right)-{\frac {\Delta x}{2\Delta t}}\left(u_{i}^{n}-u_{i-1}^{n}\right).}
Sin los términos extra {\displaystyle u_{i}^{n}} y {\displaystyle u_{i-1}^{n}}  en el flujo discreto, {\displaystyle {\hat {f}}_{i-1/2}^{n}}, uno termina con el esquema de FTCS, que es bien conocido por ser incondicionalmente inestable para problemas hiperbólicos.

## Estabilidad y exactitud
Este método es explícito y una aproximación de primer orden en el tiempo y de segundo orden en el espacio previsto{\displaystyle u_{0}(x),\,u_{b}(t),\,u_{c}(t)} son funciones suficientemente regulares. En estas condiciones, el método es estable si y sólo si la siguiente condición se satisface:
{\displaystyle \left|a{\frac {\Delta t}{\Delta x}}\right|\leq 1.}